# Dane binarne
Dane binarne (ang. binary data) – dane zapisane lub przesyłane w postaci takiej jak są reprezentowane w systemie komputerowym, w przeciwieństwie do danych przesyłanych z użyciem systemów kodowania znaków, np. alfanumerycznie. Dane binarne zazwyczaj zajmują mniej miejsca niż dane zapisane alfanumerycznie. 
Możliwe jest też znacznie wydajniejsze przetwarzanie tak zapisanych danych, gdyż nie istnieje konieczność tłumaczenia odczytywanych danych z postaci alfanumerycznej na binarną i odwrotnie. Dane zapisane binarnie nie są zazwyczaj czytelne dla człowieka bez stosowania specjalizowanych narzędzi umożliwiających ich zinterpretowanie.